# Казка про кота, який жив мільйон разів
«Казка про кота, який жив мільйон разів» (яп. １００万回生きたねこ, Хякуманкай ікіта неко) — дитяча книжка з картинками японської письменниці Йоко Сано. Вийшла 1977 року у видавництві «Коданся», набула популярності в Японії і витримала десятки перевидань.
Перекладена китайською (кит.: 活了一百万次的猫), корейською (кор. 100만 번 산 고양이), англійською, французькою, російською мовами.

## Сюжет
Головний герой книги — смугастий кіт, який жив мільйон разів у різних людей, кожен з яких любив його і шкодував про його смерть. Він жив і в короля, і в моряка, і в циркового фокусника, і в злодія, і в бабусі, і в маленької дівчинки. Однак сам він не відчував великої симпатії ні до кого з господарів. Найбільше він любив себе.
В одному зі своїх життів він став вільним котом і вже нікому не належав. Всі кішки хотіли вийти за нього заміж, але він нікому не надавав переваги. А одного разу він зустрів білу кішечку, яка не виявляла до кота особливого інтересу. Він зрозумів, що не може жити без неї і залишився з нею назавжди.
У кота і кішки народилося багато кошенят. Тепер кіт любив їх і кішку більше, ніж себе. Кошенята виросли і розійшлися. Кішка постаріла і померла. Незабаром від горя помер і кіт. Більше він не відроджувався до життя.

## Цікаві факти
- В останній серії аніме «Ковбой Бібоп» головний герой переказує сюжет казки про кота.
- 2019 року українська художниця-ілюстраторка Анна Сарвіра з роботами до книжки Йоко Сано «Казка про кота, який жив мільйон разів» потрапила до списку 76 кращих ілюстраторів світу під час Болонського міжнародного ярмарку дитячої книжки[3].